# Lê Minh Trọng
Lê Minh Trọng (sinh năm 1955) là đại biểu Quốc hội Việt Nam khóa XIII, thuộc đoàn đại biểu Tây Ninh.
Ngày sinh: 14/3/1955
Giới tính: Nam
Dân tộc: Kinh
Tôn giáo: Không
Quê quán: Xã Thái Mỹ, huyện Củ Chi, TP Hồ Chí Minh
Trình độ chính trị: Cao cấp lý luận chính trị
Trình độ chuyên môn: Cử nhân Triết học; Cử nhân Hành chính; Cử nhân Báo chí
Ngày vào đảng: 12/5/1982
Nơi ứng cử: Tây Ninh
Đại biểu Quốc hội khoá: XIII
Đại biểu chuyên trách: Không
Đại biểu Hội đồng Nhân dân: Đại biểu HĐND tỉnh
Phụ chú: Nghỉ hưu từ ngày 01/04/2015 theo Quyết định số 1642-QĐNS/TW ngày 05/01/2015